# Endeidae
Endeidae är en familj av havsspindlar. Endeidae ingår i ordningen Pantopoda, klassen havsspindlar, fylumet leddjur och riket djur.
Familjen innehåller bara släktet Endeis.